# Вера Душевина
Вера Душевина (рус. Вера Евгеньевна Душевина, рођ. 6. октобра 1986, у Москви) је професионална руска тенисерка. Има звање заслужног мајстора спорта у Русији.
Тренер јој је Ирина Гранатурова.
Рускиња се професионално бави тенисом од 2001. године, а једини трофеј освојила је две године касније, када је славила на 'челинџеру' у Инзбруку. На гренд слем такмичењима се само једном пробила даље од 3. кола (Аустралијен опену 2005. године), а на ВТА турнирима је три пута стигла до финала, једном у Истборну (када је изгибила од играчицр бр. 1 Ким Клајстерс), и два турнира у Стокхолму 2007. Агњешке Радвањске и 2008. од Каролине Возњацки.
Душевина је имала врло успешну јуниорску каријеру, 2002. године је тријумфовала на Вимблдону и Оранж Боулу, а играла је и финале Ролан Гароса за јуниоре. Велики таленат никада није преточила у квалитет, пре свега захваљујући бројним осцилацијама у игри и слабим живцима у преломним моментима.
У 2004. години Душевина се први пут пласирала у 100 најбољих, а ту сезону обележио је пласман у треће коло Ју-ЕС опена и Мајамија.
Наредна сезона била је најуспешнија у каријери 20-годишње Рускиње. Стигла је до осмине финала Аустралијен опена, а у дуелу са Џил Крејбас је спасла сет заостатка и 1:5 у другом и на крају тријумфовала. Победила је и Веру Звонарјову, али је испала од Светлане Кузњецове.
Велики успех направила је у Истборну, када је елиминисала Амели Моресмо (6:4, 6:4) и у финалу изгубила од Ким Клајстерс. Те сезоне се пласирала у полуфинале у Стокхолому и у четвртфинале у Стразбуру и Сеулу. Средином те године остварила је најбољи рејтинг у каријери, 31. место.
У 2006. није имала нарочитих успеха, скор 22-25 говори довољно о њеним резлутатима те године. Ове сезоне је тријумфовала у Стокхлому, али поред тога није направила значајнији резултат, ни на једном гренд слему није прошла друго коло.
И 2007. је била много боља. Играла је у финалу Стокхолма, полуфиналу Порторожа, чртвтфинале Москве. На гренд слем турнирима најдаље је отила у Сад, где је у трећем колу изгубила од Ане Ивановић. У овој години је у пару са Татјаном Пребијанис освојила Куп Варшаве. Ову годину је завршола на 40 месту ВТА листе.
Текућа година је каратеристична што је играла н многим турнирима. Била је финалиста Стокхолма појединачно и Порторожа и Сеула у игри парова. Интересантно је да је ове године трећи пут за редом на Гренд слему у Америци изгубила од Ане Ивановић.
Вера Душевина је 2005 била чланица Руске Фед куп репрезентације која је у финалу победила репрезентцију Француске са 3-2 и освојила Фед куп.

### Пласман на ВТА листи на крају сезоне
| Година  | 2002 | 2003 | 2004 | 2005 | 2006 | 2007 | 2008 |
| Пласман | 494  | 108  | 63   | 39   | 97   | 41   | 88   |

## Резултати Вере Душевине

### Победе појединачно (0)
Ниједна

### Порази у финалу појединачно (3)
| Бр. | Датум    | Турнир                             | Катего- рија | Наградни фонд $ | Подлога      | Противница        | Резултат |
| --- | -------- | ---------------------------------- | ------------ | --------------- | ------------ | ----------------- | -------- |
| 1   | 13/06/05 | Турнир у Истборну, Истборн         | II           | 585000          | Трава (отв.) | Ким Клајстерс     | 7-5, 6-0 |
| 2   | 30/07/07 | Nordea Nordic Light Open, Стокхолм | IV           | 145000          | Тврда (отв.) | Агњешка Радвањска | 6-1, 6-1 |
| 3   | 27/07/08 | Nordea Nordic Light Open, Стокхолм | IV           | 145000          | Тврда (отв.) | Каролина Возњацки | 6-0, 6-2 |

### Победе у пару (1)
| Бр. | Датум    | Турнир               | Катего- рија | Наградни фонд $ | Подлога      | Партнерка           | Противници                      | Резултат       |
| --- | -------- | -------------------- | ------------ | --------------- | ------------ | ------------------- | ------------------------------- | -------------- |
| 1   | 30/04/07 | Куп Варшаве, Варшава | II           | 600000          | Земља (отв.) | Татјана Перебијанис | Јелена Лиховцева Јелена Веснина | 7-5, 3-6, 10-2 |

### Порази у финалу у пару (2)
| Бр. | Датум    | Турнир                                | Кат. | ($)    | Терен        | Партнерка                                      | Противници          | Резултат |
| --- | -------- | ------------------------------------- | ---- | ------ | ------------ | ---------------------------------------------- | ------------------- | -------- |
| 1   | 27/07/08 | Банка Копар Словенија опен , Порторож | IV   | 145000 | Тврда (отв.) | Анабела Медина Гаригес Вирхинија Руано Паскуал | Јекатерина Макарова | 6-4, 6-1 |
| 2   | 22/09/08 | Кореја опен, Сеул                     | IV   | 145000 | Тврда (отв.) | Chia-Jung Chuang Su-Wei Hsieh                  | Марија Кириленко    | 6-3, 6-0 |

### Учешће наГренд слемтурнирима

#### Појединачно
| Година | Аустралијан Опен | Аустралијан Опен   | Ролан Гарос | Ролан Гарос        | Вимблдон | Вимблдон           | Ју-Ес Опен | Ју-Ес Опен        |
| ------ | ---------------- | ------------------ | ----------- | ------------------ | -------- | ------------------ | ---------- | ----------------- |
| 2003   | -                | -                  | -           | -                  | -        | -                  | 1 коло     | Ешли Харклроуд    |
| 2004   | 2 коло           | Винус Вилијамс     | 2 коло      | Паола Суарез       | 1 коло   | Магдалена Малејева | 3 коло     | Џенифер Капријати |
| 2005   | 4 коло           | Светлана Кузњецова | 1 коло      | Мери Пирс          | 1 коло   | Ана Ивановић       | 2 коло     | Шахар Пер         |
| 2006   | 1 коло           | Каталина Кастано   | 2 коло      | Амели Моресмо      | 1 коло   | Акико Моригами     | 1 коло     | Ана Ивановић      |
| 2007   | 1 коло           | Марион Бартоли     | 2 коло      | Катарина Среботник | 2 коло   | Жистин Енен        | 3 коло     | Ана Ивановић      |
| 2008   | -                | -                  | 1 коло      | Јелена Дементјева  | 2 коло   | Бетани Матек       | 1 коло     | Ана Ивановић      |

#### У игри парова
| Година | Аустралијан Опен    | Аустралијан Опен           | Ролан Гарос         | Ролан Гарос            | Вимблдон               | Вимблдон                  | Ју-Ес Опен         | Ју-Ес Опен                  |
| ------ | ------------------- | -------------------------- | ------------------- | ---------------------- | ---------------------- | ------------------------- | ------------------ | --------------------------- |
| 2005   | -                   | -                          | 2 коло Б. Захлалова | Б. Стјуарт С. Стосур   | чртвртфинале Шахар Пер | Гренефелд Навратилова     | 2 коло Шахар Пер   | Лиса Рејмонд С. Стосур      |
| 2006   | 1 коло Шахар Пер    | В. Р. Пасквал Паола Суарез | 1 коло Воскобоева   | Ј. Бичкова М. Југић    | 2 коло Воскобоева      | К. Пешке Ф. Скјавоне      | 1 коло Бергелзимер | Ана Ивановић М. Кириленко   |
| 2007   | 3 коло М. Кириленко | Харклроуд Воскобоева       | 3 коло Пребијанис   | Кара Блек Лизел Хубер  | 1 коло Пребијанис      | Н. Вајдишова Б. Захлалова | 2 коло Пребијанис  | А. М. Гаригес В. Р. Пасквал |
| 2008   | -                   | -                          | 1 коло Пребијанис   | Клејбанова Ј. Макарова | 2 коло Џехалрвић       | Кара Блек Лизел Хубер     | -                  | -                           |

### Победа у финалу
|   | Датум   | Место       | Подлога      | Победници                                                                                          | Финалисти                                                                                         | Резултат |
| 1 | 17/9/05 | Ролан Гарос | земља (отв.) | Русија Јелена Дементјева · Русија Анастасија Мискина · Русија Динара Сафина · Русија Вера Душевина | Француска Амели Моресмо · Француска Мери Пирс · Француска Натали Деши · Француска Татјана Головин | 3 - 2    |

#### Остали детаљи
(језик: енглески) у Фед купу